# Gabriel Hernández
Pour l’article homonyme, voir Hernandez.
Gabriel Hernández Walta (né en 1973 à Melilla) est un dessinateur de bande dessinée espagnol qui travaille principalement pour le marché américain (Marvel Comics, IDW Publishing). Il signe aussi bien Gabriel Walta que Gabriel Hernández.

## Prix
- 2012 : Prix Haxtur de la meilleure histoire longue pour Aokigahara : La Forêt des suicides (avec El Torres)
- 2017 : Prix Eisner de la meilleure mini-série pour The Vision (avec Tom King)
- 2019 : Prix Eisner du meilleur recueil pour The Vision (avec Tom King et Michael Walsh)

## Œuvres publiées

### Traductions françaises
- Sentient (dessin), avec Jeff Lemire (scénrio), Panini Comics, 2020.